# Gabriel-Nicolas Maultrot
Gabriel-Nicolas Maultrot est un jurisconsulte et canoniste français né à Paris le 3 janvier 1714. Il y meurt le 12 mars 1803.

## Biographie
Maultrot est reçu à 19 ans comme avocat au parlement de Paris, en 1733. Il se range rapidement au côté du Parlement dans ses conflits avec l'Église, notamment pendant l'affaire des billets de confessions qui opposent les jansénistes à l'archevêque de Paris, Christophe de Beaumont, à partir de 1746.
Il plaide assez peu, se distinguant surtout par ses écrits qui théorisent les relations entre le Parlement et le pouvoir royal. Il est également un défenseur acharné des prêtres appelants, ce qui lui vaut le surnom d'« avocat du second ordre ». Il est clairement opposé au Formulaire et défend les prérogatives des curés de paroisse et des prêtres.
Dans sa théorisation du pouvoir divin, il nie que la puissance des rois émane de Dieu, et impute la souveraineté au seul peuple, qui peut la donner ou l'ôter au monarque. Paradoxalement, il est cependant fermement opposé à la Constitution civile du clergé.
Bien qu'aveugle à partir de 1787, il reste extrêmement prolifique et crée avec ses amis Henri Jabineau et André Blonde les Nouvelles ecclésiastiques, ou Mémoires pour servir à l'Histoire de la constitution civile du clergé, journal qui parut du 15 septembre 1791 à la fin de l'année 1792. Sur le modèle des Nouvelles ecclésiastiques critiquant la Bulle Unigenitus, il fustige l'Église constitutionnelle.
La Révolution française lui avait fait perdre une partie de sa fortune, qui était placée en rentes sur l'État. Il fut obligé de vendre sa bibliothèque, extrêmement riche en écrits jansénisants. Une partie a été récupérée et est conservée à la Bibliothèque de la Société de Port-Royal.

## Publications
Nous ne citerons que ses mémoires les plus importants, et ses ouvrages sur des matières de
religion, de droit canonique et de jurisprudence. La liste en sera encore assez considérable.
Elle comprend :
1. Apologie des jugements rendus en France contre le schisme par les tribunaux séculiers, 1752, 2 vol. in-12, et 1753, 3 vol. in-12. Il n'y a que la deuxième partie qui soit de Maultrot ; la première est de l'abbé Mey, son ami. Il y a contre l'Apologie un bref de Benoît XIV, du 20 novembre 1752 ;
2. Consultation pour MM. de la Chalotais, datée du 13 juin 1778, in-4°. Cette Consultation ne roule que sur un point de procédure et non sur le fond de l'affaire.
3. Maximes du droit public français. C'est l'abbé Mey qui est le premier auteur de cet ouvrage, publié d'abord en 1712, 2 vol. in-12. Maultrot et Blonde l'augmentèrent, et le firent paraître en 1775, 2 vol. in-4° et 6 vol. in-12 (t.1 ; t. 2). Le frontispice porte le titre d'Amsterdam, chez Marc-Michel Rey ; le même qui imprima la plupart des livres philosophiques de cette époque. Celui-ci est assez hardi et n'est pas exempt de déclamation. Au lieu d'offrir une discussion substantielle et approfondie, les auteurs s'y bornent le plus souvent à rassembler des opinions.
4. Consultations pour les curés du diocèse de Lisieux, contre des Mandements de leur évêque, 1774, vol. in-12. Elle est signée, outre Maultrot, par les avocats Vancquetin, Viard et Camus, et fut supprimée par un arrêt du conseil du roi du 26 novembre 1775.
5. Dissertation sur le Formulaire, 1775, gros vol. in-12 ; Maultrot s'y déclare hautement contre la signature du Formulaire, quoique prescrite avec le concours de deux autorités.
6. Lettre du 15 novembre 1774, à M. de Beauvais, sur son Oraison funèbre de Louis XV, 1775, broché, in-12. C'est une critique assez aigre de ce discours.
7. Les Droits de la puissance temporelle, défendus contre la, 2e partie des Actes de l'assemblée du clergé de 1765, 1777, broché, in-12. Cette assemblée et le clergé en général y sont traités d'une manière très défavorable.
8. Mémoire sur la nature et l'autorité des assemblées du clergé de France, 1777, vol. in-12, où il prétend réduire ces assemblées à ne prononcer que sur des objets temporels ;
9. l'Institution divine des curés, et leur droit au gouvernement général de l'Eglise, 2 vol. in-12. Dans cet ouvrage et dans plusieurs des suivants, Maultrot exalte beaucoup les prérogatives des curés et des prêtres, et c'est ce qui lui a valu le surnom d'avocat du Second ordre.
10. Les Droits du Second ordre défendus contre les apologistes de la domination épiscopale, vol, in-12. Cet écrit et le précédent ont encore pour objet de soutenir les curés du diocèse de Lisieux contre leur évêque.
11. Le Droit des prêtres dans le synode, ou concile diocésain, avec un recueil de synodes, 1779, 2 vol. in-12 ;
12. les Prêtres juges de la foi, ou Réfutation du Mémoire dogmatique et historique de l'abbé Corgne, touchant les juges de la foi, 1780, parties in-12 ;
13. les Prêtres juges dans les conciles, et avec les évêques, ou Réfutation du Traité des conciles en général, de l'abbé Ladvocat, 3 vol. in-12 ;
14. Dissertation sur les interdits arbitraires de la célébration de la messe aux prêtres qui ne sont pas du diocèse, 1781, vol. in-12. L'auteur y traite aussi du propre évêque et de la promesse d'obéissance qu'on lui fait.
15. Dissertation sur l'approbation des prédicateurs, vol. in-12. Elle est encore dirigée contre l'ouvrage de l'abbé Corgne.
16. L'Approbation des confesseurs, introduite par le concile de Trente, vol. in-12 ;
17. Dissertation sur l'approbation des confesseurs, 1784, vol. in-12 ;
18. Examen du décret du concile de Trente sur l'approbation des confesseurs, 1784, 2 vol.-in-12.
19. Juridiction ordinaire immédiate sur les paroisses, vol. in-12. Maultrot veut y prouver qu'au curé seul appartient la juridiction pour toutes les fonctions qui ne sont pas expressément réservées au caractère épiscopal.
20. Traité des cas réservés au pape, 1785, 2 vol, in-12 ;
21. Traité des cas réservés anx évêques, 2 vol. in-12 ;
22. Traité de la confession des moniales (ou religieuses), 1786, 2 vol. in-12 ;
23. Défense du Second ordre contre les conférences ecclésiastiques d'Angers, 1787, 3 vol. in-12 ;
24. Véritable nature du mariage ; droit exclusif des princes d'y opposer des empêchements dirimants, vol. in-12 ;
25. L'Usure relativement au droit naturel[1], 1787, 4 vol. in-12, dont les deux derniers sont contre le livre de l'abbé Beurey ;
26. Exposition des droits des souverains sur les empêchements dirimants du mariage, et sur leurs dispenses, 1787, vol. in-12 ;
27. Examen des décrets du concile de Trente, et de la jurisprudence française sur le mariage en France, 1788, vol. in-12 ;
28. Examen des principes du Pastoral de Paris de Mgr Leclerc de Juigné, 1787 et 1788. Il en parut successivement quatre parties, sur le sacrement de l'ordre, sur la pénitence, sur les censures et sur le mariage.
29. Dissertation sur les dispenses matrimoniales, 1789, in-12 ;
30. Défense du droit des prêtres dans le synode contre les conférences d'Angers, 1789, in-12. On voit assez, par le nombre et le titre de ces ouvrages, quelles étaient les opinions et la fécondité de l'auteur. Préoccupé de son système, il fronde tout ce qui s'y oppose ; et l'autorité même du concile de Trente ne lui impose pas. Il est un de ceux qui ont commencé dans l'Eglise à s'écarter du respect dû à un concile œcuménique, et il a trouvé dans ces derniers temps des imitateurs.
31. Consultation sur l'emploi de l'argent en effets royaux payables à terme, 1789, in-8° ;
32. Discipline de l'Église sur le mariage des prêtres, 1790, in-8°. C'est une réponse au livre de Jacques-Maurice Gaudin, intitulé Inconvénient du célibat des prêtres, dont il avait paru une nouvelle édition en 1790.
33. Origine et justes bornes de la puissance temporelle, suivant les livres saints et la tradition, trois parties, dont la première parut, en 1789 et les deux autres l'année suivante ; chaque partie fait un vol. in-12. La date de cet ouvrage explique les opinions de l'auteur ; il y combat cette maxime, que la puissance des rois vient de Dieu. Selon lui, c'est du peuple que la souveraineté émane, et il peut la donner ou l'ôter. Les conséquences d'un tel système ne l'effrayent pas plus que la doctrine de Bossuet et d'Arnauld ne l'arrête. Il secoue leur autorité et ne les réfute que par des paralogismes. C'est peut-être une chose assez remarquable, qu'un parti qui avait mis l'autorité de l'Église entre les mains des princes ait fini par mettre la puissance des princes entre les mains des peuples. On dit que Maultrot avait voulu depuis donner une deuxième édition de son livre, mais que la mort l'a prévenu. Le spectacle de la Révolution française l'avait-il ramené à d'autres sentiments? C'est ce qu'on semble fondé à conjecturer d'après le parti qu'il prit sur la constitution civile du clergé. Cet avocat zélé du Second ordre devint tout à coup un ardent défenseur des droits de l'épiscopat et de l'Église ; et ses derniers travaux furent entièrement consacrés à cette cause. Au premier bruit des projets d'innovation de l'assemblée constituante, deux évêques avaient chargé quelques canonistes de rédiger un mémoire pour montrer l'incompétence de la puissance civile sur l'érection et la suppression des sièges épiscopaux. Henri Jabineau dressa, le 15 mars 1790, une consultation (1), qui fit alors assez de bruit. Elle fut signée de Maultrot, Mey, Daléas, Meunier, Vancquetin, Maucler, Blonde et Bayard, et appuyée successivement par un grand, nombre d'ouvrages, parmi lesquels nous ne citerons que ceux de Maultrot.
34. Observations sur le projet de supprimer en France un grand nombre d'évêchés[2], 32 pages ;
35. deux Lettres à M. Faure, avocat, qui, dans une Consultation du 27 mai 1790, avait prétendu réfuter celle du 15 mars précédent, 123 pages ;
36. deux Lettres à Jabineau sur l'opinion de Camus, touchant la constitution du clergé, 155 pages ;
37. deux Lettres à un ami sur le rapport de Martineau, et une autre sur l'opinion de Treilhard, 215 pages ;
38. Preuves de l'incompétence de la puissance temporelle dans l'établissement de la constitution civile du clergé, avec une suite, 72 pages ;
39. Réplique au développement de Camus, 38 pages ;
40. Comparaison de la réforme de France avec celle de l'Angleterre, sous Henri VIII, 73 pages ;
41. Explication du canon XVII du concile de Chalcédoine, 66 pages ;
42. Eclaircissement d'un fait tiré de la Vie de Saint Jean Chrysostome, 69 pages ;
43. Lettres à M. Charrier de la Roche. Il y a quatre lettres qui forment en tout 233 pages.
44. Vains efforts des défenseurs du serment, ou Réplique à M. l'abbé Baillet, 47 pages ;
45. Indépendance de la puissance spirituelle: défendue contre un écrit intitulé: Préservatif contre le schisme (de Larrière), 136 pages ;
46. Examen de l'écrit intitulé « Ultimatum à M. l'évêque de Nancy, par Bertholio. » Cet Examen est en trois parties, qui forment 296 pages. Bertholio était un avocat qui avait essayé de réfuter l'ouvrage de M. de la Fare : Quelle doit être l'influence de l'assemblée nationale sur les matières ecclésiastiques et religieuses ? Maultrot combat les faux principes et les faux raisonnements de son confrère.
47. Histoire de Saint-Ignace et de Photius, 97 pages ;
48. Véritable idée du schisme contre les faux principes de M. Camus et des pasteurs constitutionnels, 80 pages ;
49. Doctrine de Saint Cyprien sur l'unité de l'Eglise et sur le schisme, appliquée au temps présent, 111 pages ;
50. Histoire du schisme de l'Eglise d'Antioche, 237 pages ;
51. les Vrais principes de l'Eglise, de la morale et de la raison, sur la constitution civile du clergé, renversés par les faux évêques des départements, membres de l'assemblée nationale prétendue constituante, 182 pages. C'est une réponse à l'Accord des vrais principes qu'avaient publié dix-huit évêques constitutionnels.
52. Comparaison de la constitution de l'Eglise catholique avec la constitution de la nouvelle Église de France, 301 pages. ;
53. Défense de la véritable idée du schisme, contre l'auteur des anciennes nouvelles ecclésiastiques, 127 pages ;
54. l'Autorité de l'Eglise et de ses ministres défendue contre la Suite du Préservatif (de Larrière), 257 pages. D'autres croient pouvoir encore attribuer à Maultrot, sur les mêmes controverses :
55. Réflexions sommaires sur le serment civique, broch. ;
56. Preuves de l'intrusion des pasteurs constitutionnels ;
57. la Constitution de l'Eglise vengée contre la Réponse de l'évêque de Pistoie et contre les nouvelles erreurs de l'auteur du Préservatif contre le schisme, 97 pages ;
58. l'Incompétence de la puissante civile dans l'érection des métropoles et des évêchés, démontrée de nouveau par un capitulaire de Charlemagne, brochure ;
59. Examen des principes sur l'intrusion, posés par M. Larrière, dans la Suite du Préservatif contre le schisme, 259 pages ;
60. Examen des principes sur le schisme, posés par le même, et Nouvelle défense de la véritable idée du schisme, 246 pages.

Ce grand nombre d'écrits sur une même matière paraîtra d'autant plus étonnant que Maultrot avait alors plus de soixante-seize ans ; et l'on a peine à imaginer qu'il ait pu accumuler tant de volumes dans l'espace de deux années. Ce qui augmentera la surprise, c'est qu'il était alors aveugle, ayant totalement perdu la vue seize ans avant sa mort. Il dicta donc tous ces derniers écrits ; et sa mémoire était si sûre, qu'il indiquait de la manière la plus précise, à son secrétaire, les livres et les passages dont il avait besoin.
Il y a lieu de croire aussi qu'il fut aidé dans la composition d'un si grand nombre de volumes par ses amis Jabineau, Mey, Blonde, Meunier, qui partageaient ses opinions et il paraît qu'ils ont eu part surtout aux brochures indiquées ci-dessus, nos 55 et suivants.
Nous avons renvoyé ici, pour ne pas interrompre l'ordre des matières, l'ouvrage qui suit :
- Défense de Richer, chimère du richérisme, in-8°. C'est une réponse à l'écrit de l'abbé Barruel : Découverte importante sur le vrai système de la constitution du clergé. En 1795, le P. Lambert avait publié quatre Lettres aux ministres de la ci-devant Église constitutionnelle. Maultrot en ajouta une cinquième l'année suivante.

## Source
« Gabriel-Nicolas Maultrot », dans Louis-Gabriel Michaud, Biographie universelle ancienne et moderne : histoire par ordre alphabétique de la vie publique et privée de tous les hommes avec la collaboration de plus de 300 savants et littérateurs français ou étrangers, 2e édition, 1843-1865 [détail de l’édition]